# Annie Jump Cannon

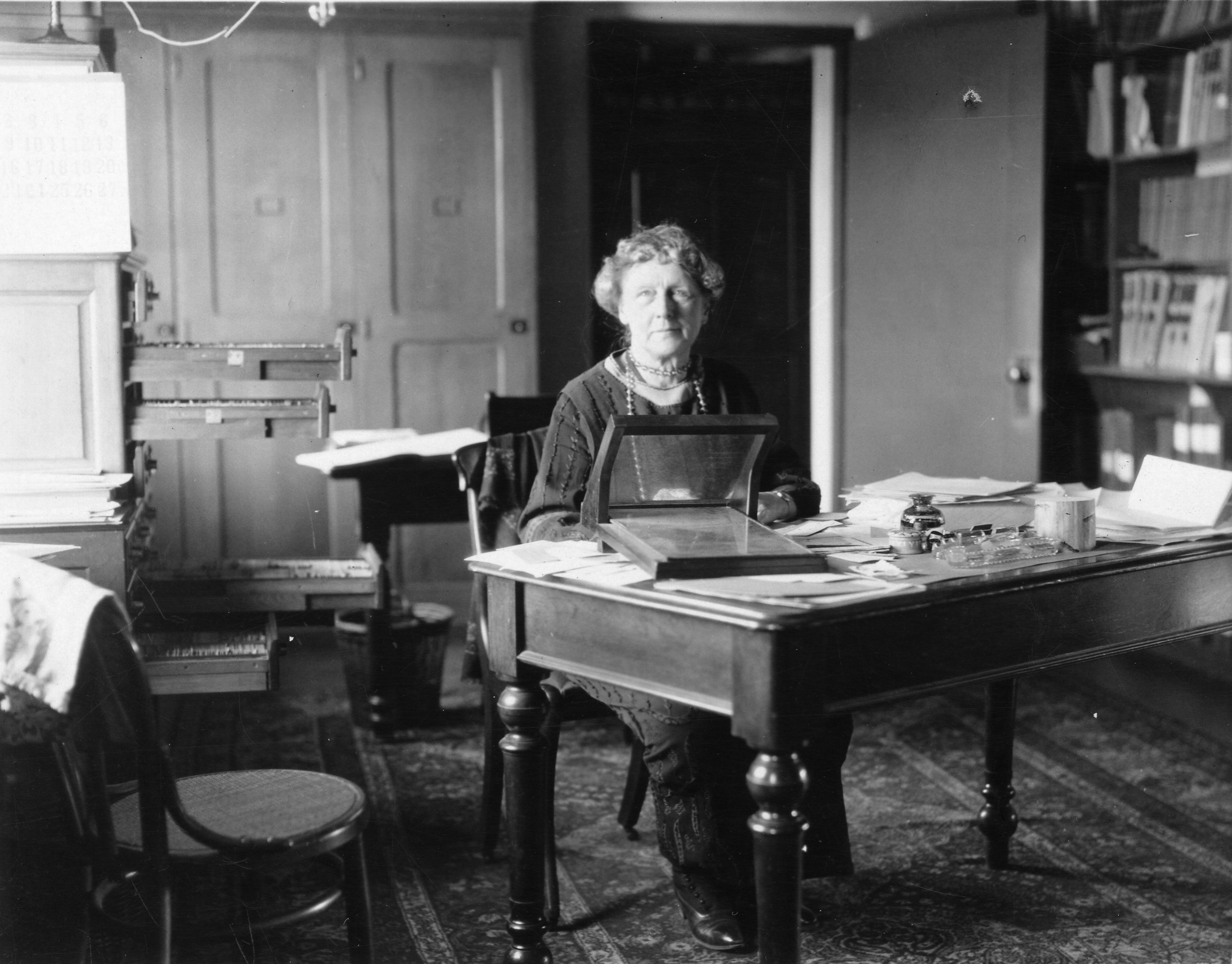
Annie Jump Cannon sentada en su escritorio.

Annie Jump Cannon (Dover (Delaware), 11 de diciembre de 1863 - Cambridge (Massachusetts), 13 de abril de 1941) fue una astrónoma estadounidense cuyo trabajo de catalogación fue fundamental para la actual clasificación estelar más conocido por sus teorías sobre los espectros estelares.
En honor a su nombre también se han nombrado unos premios en la rama de astronomía destacada por la sociedad astronómica americana .

## Vida
Nacida un 11 de diciembre de 1863 en un pueblo pequeño denominado Dover que es la capital del estado de Delaware, en la Costa Este de Estados Unidos.
Su madre, Mary Elizabeth Jump, fue quien despertó en la pequeña Annie el gusto e interés por la astronomía, haciendo crecer su curiosidad y estimulando su imaginación, mientras le mostraba las maravillas que contenía el vasto cielo.
El padre de la pequeña Annie era el señor Wilson Lee Cannon, senador y constructor de barcos en Delaware, sumamente conocido en la localidad.
Mientras estuvo en Wellesley, Cannon adquirió una sólida formación científica que le serviría de base para su posterior carrera en astronomía. Aunque Wellesley era una universidad para féminas en ese momento, Cannon demostró su capacidad y entusiasmo por la ciencia. 
Entre sus docentes Annie tuvo la dicha de contar con Sarah Whiting, Contratada como maestra de la asignatura "Ciencias Físicas", que había formado parte del departamento experimental en Wellesley. En 1880 esta misma empezaría a impartir un curso de Astronomía aplicada en el Wellesley College. 
En 1892, animada una vez más por su madre emprendió un viaje por Europa en el que se dedicó meramente estudiar el cielo desde el otro lado del mundo. 
Fotografió las estrellas, constelaciones y hasta incluso un eclipse solar, creando un amplio catálogo de imágenes. 
Poco después Annie enfermo de escarlatina, una enfermedad bacteriana que se manifiesta en personas con faringitis estreptocócicas, cuya consecuencia principal fue una sordera aguda que la aisló de la sociedad e hizo de Annie una introvertida feliz con sus estrellas. 
Lamentablemente para Annie, en 1894 falleció su madre. Sumergida en la más profunda de las tristezas y necesitada de encontrar un propio camino, decidió, volver a Massachusetts a pedirle a su antigua docente Sarah Whiting un puesto como maestra. De esta forma empezaba una nueva vida para la Sra. 
Cannon, que además de impartir la asignatura de Física, ella sigue estudiando y perfeccionando su conocimiento sobre medidas espectroscópicas. 
Este lapso le serviría a Cannon para poder expandir su conocimiento y superar su dolorosa perdida. Para posteriormente seguirlabrando su camino. 
Cannon sufrió una importante pérdida de audición durante su niñez o primeros años de vida adulta, posiblemente como consecuencia de la enfermedad de la escarlatina. La sordera es una característica que compartió con su compañera la astrónoma Henrietta Swan Leavitt. Decidió no casarse ni tener hijos.

## Trayectoria
Dentro de la vida laboral de Annie en la Wellesley College, sus superioras se dieron cuenta de la impresionante inteligencia que portaba Cannon, tanta fue su impresión que la enviaron a estudiar Astronomía en el Radcliffe College. Esta prestigiosa universidad femenina está en Cambridge (Massachusetts) adscrita a Harvard. 
Una vez allí recibió clases de Charles Pickering, uno de los científicos y astrónomos más importantes de la época, y director (en esos años) del observatorio astronómico de Harvard. 
En 1886, Pickering había formado un grupo de mujeres con grandes talentos para que se dedicaran al análisis de pruebas fotográficas de las estrellas y a la clasificación de los espectros dentro de las placas de fotografías. 
A selecto grupo se lo denominaba "Las computadoras de Harvard" Williamina Fleming formaba parte de este selecto grupo conocido como "Harvard Computers", y creció en la casa de Charles Pickering. Edward Pickering contrató a Annie Cannon como "asistente" en el Observatorio de Harvard. En 1896, Annie se convirtió en una de las mujeres miembros del equipo "Harvard Computer". 
Cannon recibió el encargo de continuar con la clasificación de estrellas en el hemisferio sur. Realizó varias mejoras en el sistema de catalogación de Pickering. Encontró una forma sencilla pero creativa de trabajar más rápido. 
Estableció reglas de clasificación basadas en la temperatura estelar y logró avances sustanciales en la clasificación espectral. Annie Cannon desarrolló el esquema de clasificación de Harvard, que es la base del sistema que se utiliza hoy en día. 
Cecilia Payne-Gaposchkin fue una de sus primeras colaboradoras. Otra compañera de Annie Cannon fue Antonia Maury. Esta mujer inteligente descubrió una manera de describir los tamaños relativos de las estrellas basándose en sus espectros. 
En 1901 completó su clasificación de estrellas. 
Henrietta Swann-Leavitt también fue compañera de Annie Cannon, y sus observaciones de las estrellas en las Nubes de Magallanes llevaron al descubrimiento de las "variables cefeidas" y a la comprensión moderna del tamaño del universo. Su contribución sigue siendo una herramienta importante para medir distancias cósmicas. 
Como resultado del trabajo de la "Harvard Computer", Pickering publicó el primer Catálogo Henry Draper en 1890, que clasificaba más de 10.000 estrellas según sus espectros. Aunque algunas de las empleadas de Pickering tenían títulos en astronomía, sus salarios eran similares a los de los trabajadores varones no comerciales. Ganan más que las mujeres que trabajan en las fábricas, pero menos que los trabajadores de oficina. 
Cannon realizó un trabajo tan increíble que Charles Pickering le propuso al presidente de la universidad de Harvard, que se él sea otorgado un nombramiento oficial. Lamentablemente, el señor Lowell sólo autorizó a Pickering a ofrecer a Annie Cannon el puesto de "Conservadora de fotografías astronómicas". 
El rector de la universidad tampoco autorizó que el nombre de Cannon apareciera como coautor del catálogo de estrellas del Observatorio de Harvard. 
En 1938, fue nombrada profesora titular de astronomía. A pesar del apoyo inquebrantable de Pickering y con todos sus conocimientos y valiosos descubrimientos, Annie Cannon nunca fue ascendida a "astrónoma" en el Observatorio de Harvard. 
Pero ella nunca se dio por vencida y siguió trabajando hasta clasificar más de 225.000 estrellas.

## Últimos años de vida de Annie Jump Cannon
En 1901, Annie Cannon publicó su primera tabla de estrellas. Este fue el comienzo de una etapa de su vida dedicada a escribir libros, asistir a congresos y promover congresos para mujeres científicas. 
En esos años no había internet. De haber existido, Annie Cannon habría sido una de las más famosas promotoras de blogs dedicados a visualizar el trabajo de las mujeres. Poco a poco, su nombre y los importantes resultados de su clasificación se fueron extendiendo al mundo académico y científico. Hoy en día, la clasificación espectral de Harvard se considera invención suya, y en 1922 la Unión Astronómica Internacional adoptó un sistema de clasificación de estrellas diseñado por Annie Cannon. Anne se retiró del Observatorio de Harvard en 1940 pero continuó investigando hasta su muerte. 
La Sra. Cannon falleció el 13 de abril de 1941 en Cambridge, Massachusetts, Estados Unidos. Será recordada como una de las astrónomas destacadas de la historia, que dejó un legado duradero en la astronomía, específicamente por su trabajo en la clasificación estelar y su contribución al desarrollo de la fotometría estelar. 

## Principales reconocimientos
- 1921, doctorado honorario de la Universidad de Groningen
- 1925, primera mujer en recibir un doctorado honorario de la Universidad de Oxford[9]
- Primera mujer elegida como oficial de la Sociedad Americana de Astronomía
- El cráter lunar Cannon lleva este nombre en su honor.[10]
- El asteroide (1120) Cannonia lleva su nombre.[11]
- 1931, primera mujer en recibir la Medalla Henry Draper[12]
- Miembro de la Real Sociedad Astronómica

Cannon abrió el camino para las mujeres en la astronomía, superando todas las barreras de género en una época en la que la participación de las mujeres dentro de la ciencia estaba sumamente limitada. 
Su éxito reconocimiento inspiraron a muchas mujeres a seguir carreras en la astronomía y en cualquier otra disciplina científica.